# 김철식
김철식(金撤植, 1959년 7월 25일 ~ )은 대한민국의 제6~8대 서울특별시 용산구의원이다.

## 학력
- 서울남정초등학교
- 신용산중학교
- 광운인공지능고등학교
- 광운대학교 법학 학사
- 광운대학교 대학원 법학 박사

## 경력
- 한국공공사회학회 입법이사
- 법무부 법사랑위원회 위원
- 용산구 도시계획위원(전)
- 용산구 도시개발분쟁조정위원
- 용산역시민족공원 특별위원장
- 사)한국공공사회학부 부회장
- 서울상공회의소 용산구상공회 부회장
- 2010.07 ~ 2014.06: 제6대 서울특별시 용산구의회 의원(초선, 다 선거구)
- 2014.07 ~ 2018.06: 제7대 서울특별시 용산구의회 의원(재선, 다 선거구)
- 2018.07 ~ 2022.06: 제8대 서울특별시 용산구의회 의원(3선, 다 선거구)

## 역대 선거 결과
|  | 45.54% |

|  | 9.77% |

|  | 35.45% |

|  | 35.04% |

|  | 45.70% |

|  | 37.33% |